# Drino grandicornis
Drino grandicornis är en tvåvingeart som beskrevs av Louis-Paul Mesnil 1977. Drino grandicornis ingår i släktet Drino och familjen parasitflugor.
Artens utbredningsområde är Madagaskar. Inga underarter finns listade i Catalogue of Life.